# Hans Otten (Komponist)
Hans Otten (* 10. Juli 1905 in Köln; † 31. Oktober 1942 ebenda) war ein deutscher Komponist.

## Leben
Die Hauptschaffenszeit von Hans Ottens fällt in die zweite Hälfte der 1920er und in die 1930er Jahre. Der begnadete Musiker Otten schrieb Gesangsstücke für Männerchöre, Schlager, vor allem aber Karnevalslieder, die meist von dem Büttenredner und Mundartdichter Gerhard Ebeler betextet wurden. Ebeler war auch meist der erste, der die Lieder vortrug und dann auf Schallplatte sang. Er betrieb auch einen eigenen Musikverlag. Das Gespann Otten-Ebeler versorgte in den Jahren vor dem Zweiten Weltkrieg den rheinischen Karneval mit einschlägigem Liedgut. Viele ihrer Schlager sind zu kölschen Evergreens geworden, die heute noch gern gesungen werden. Ihr gemeinschaftlich verfasster Schunkelwalzer „Du kannst nicht treu sein“, den die kölsche Volkssängerin Grete Fluss am 31. Dezember 1932 in der Karnevalsrevue „D’r Zog kütt“ [Der (Karnevals-)Zug kommt] aus der Taufe gehoben hatte, kam Mitte der 1930er Jahre auf Schallplatte heraus und ging um die ganze Welt.

## Werke

### Lieder für Männerchor
Hans Otten/Willi Webels:
- Ein musikalisches Frühstück. Humoristisches Männerquartett / durchkomponierte Aufführung mit Klavierbegleitung unter Benutzung bekannter Melodien. Nr. 225
- Amanda und ihr Mops. Lustige Ballade für Männerchor oder Quartett mit Klavierbegleitung. Nr. 251
- Lustige Reservelieder. Eine Reihenfolge fröhlicher Melodien, die gerne gesungen werden als Männerquartett. Nr. 247

Hans Otten/Willy Parten-Willi Webels:
- Wenn am Rhein die Sonne scheint. Lied und langsamer Walzer für Männerchor oder Quartett mit Klavierbegleitung. Nr. 306

### Schlager
- Aber heut’ sind wir fidel – Marschfox
- Am Rhein wohnt mein Liebchen – Walzerlied
- Denn im Wald da sind die Jäger – Marsch nach einem alten Volkslied
- Kling-klang, stoß’ einmal an – Walzerlied
- Ob wir sparen oder nicht ist doch gleich – Lied und Foxtrot
- Onkel Gustav hat mir was mitgebracht – Rheinländer
- Und dann drücken wir noch mal auf’ Knöpfchen – Stimmungsmarsch

Eine Liste der Karnevalslieder von Otten und Ebeler findet man bei der Kölschen Liedersammlung.

## Tondokumente
Lieder von Otten & Ebeler gesungen von „Willy Breuer, rheinischer Sänger, mit Egon Kaiser Tanz-Orchester“:
- Du kannst von mir alles, alles haben, Walzerlied. Grammophon 2660-A, Matrizennummer 7391 1/2 GR-8
- Und dann drücken wir noch mal aufs Knöpfchen, Stimmungsmarsch. Grammophon 2660-B, Matrizennummer 7392 1/2 GR-8
- Du bist mein Edelstein, rheinisches Marschlied. Grammophon 2836-A, Matrizennummer 8114 1/2 GR-8
- Wär ich doch so schön wie du, Walzerlied. Grammophon 2836-B, Matrizennummer 8125 1/2 GR-8
- Do weiß et doch ich ben kitzelich, Walzerlied. Grammophon 2837-A, Matrizennummer 8117 1/2 GR8
- Hück maache mer en Stippvisit, Marschlied. Grammophon 2837-B, Matrizennummer 8124 1/2 GR-8
- Du kannst nicht treu sein, Walzerlied. Die 5 Gloria Gesangs-Guitarristen[9] Gloria G.O.27 000 a (Bi 2154), 1935 (Video auf YouTube)
  - Amerikanische Version: You Can’t Be True, Dear (englischer Text von Hal Cotton). Orgel: Ken Griffin, Gesang: Jerry Wayne. Rondo R-228-A (Video auf YouTube straight from 1948)
- Aber heut sind wir fidel! Marsch-Fox, Orchester Will Glahé, Refraingesang: Erwin Hartung. RCA Victor 25-4003-B “recorded in Europe” (Video auf YouTube)

Wiederveröffentlichungen
- Dat singende un klingende Kölle. 4 CDs. Label: Carl (1998).